# Episodi di The Venture Bros. (quinta stagione)
La quinta stagione della serie animata The Venture Bros., composta da 8 episodi, è stata trasmessa negli Stati Uniti, da Adult Swim, dal 2 giugno al 21 luglio 2013.
In Italia la stagione è inedita.
| nº               | Titolo originale                                        | Prima TV USA    |
| ---------------- | ------------------------------------------------------- | --------------- |
| 1                | What Color Is Your Cleansuit?                           | 2 giugno 2013   |
| 2                | Venture Libre                                           | 9 giugno 2013   |
| 3                | SPHINX Rising                                           | 16 giugno 2013  |
| 4                | Spanakopita!                                            | 23 giugno 2013  |
| 5                | O.S.I. Love You                                         | 30 giugno 2013  |
| 6                | Momma's Boys                                            | 7 luglio 2013   |
| 7                | Bot Seeks Bot                                           | 14 luglio 2013  |
| 8                | The Devil's Grip                                        | 21 luglio 2013  |
| Episodi speciali |                                                         |                 |
| -                | From the Ladle to the Grave: The Story of Shallow Gravy | 28 agosto 2011  |
| -                | A Very Venture Halloween                                | 28 ottobre 2012 |

## What Color Is Your Cleansuit?
- Titolo originale: What Color Is Your Cleansuit?
- Diretto da: Jackson Publick
- Scritto da: Doc Hammer e Jackson Publick

### Trama
Per adempiere a un contratto con suo fratello, il Dott. Venture assume Billy Quizboy, Pete White e diversi stagisti universitari per lavorare al Progetto Palaemon, uno scudo a raggi ionici per il Gargantua-2 di J.J. Venture deve anche affrontare il nuovo personaggio "emo" di Dean, che cambia immediatamente quando incontra la stagista Thalia. Più tardi, Venture e i suoi amici scoprono che la radiazione ionica emessa dallo scudo ha mutato gli stagisti; gli scienziati sono diventati quattro braccia ei costruttori sono diventati mostri terrificanti, entrambi sviluppando la voglia di carne degli stagisti non mutati. Gary, ora noto come "Comandante S.P.H.I.N.X." dopo che il resto del gruppo è stato reincorporato con l'O.S.I., inizia a gestire le sue nuove responsabilità. Billy deve affrontare il suo vecchio rivale Augustus St. Cloud, diventato acerrimo nemico autorizzato dalla Gilda insieme al suo scagnozzo asiatico albino Pi Wai, che non ha ancora perdonato Billy per averlo superato su eBay. Altrove, Monarch nega la defezione di 21 mentre Dott. Girlfriend cerca un modo per combattere l'esercito di soldati mutanti di Venture.

## Venture Libre
- Titolo originale: Venture Libre
- Diretto da: Jackson Publick
- Scritto da: Jackson Publick

### Trama
Il generale Manhowers porta il Dott. Venture, Hank e Hatred in America Centrale per fermare Venturestein, che si è diserzionato dopo aver fermato lo sciopero di una fabbrica. Quando arrivano, il Dott. Venture scopre che Venturestein, che ha seguito gli insegnamenti di Che Guevara, vuole fondare una "nazione abominevole" per tutti i suoi esperimenti scientifici. Hank viene separato dal gruppo e trova una statua di Camazotz, decidendo di diventare "The Bat" per aiutare a salvare suo padre. Tornato al complesso, Dean cerca di riportare H.E.L.P.eR. al suo corpo originale, tuttavia deve occuparsi della deputata Marsha Blackwood che vuole ottenere il voto del Dott. Venture alle imminenti elezioni con ogni mezzo necessario.

## SPHINX Rising
- Titolo originale: SPHINX Rising
- Diretto da: Jackson Publick
- Scritto da: Doc Hammer

### Trama
Dopo aver sventato accidentalmente un'operazione sotto copertura dell'O.S.I., Gary pubblica una richiesta sulla lista del Sindacato per reclutare nuovi membri nella S.P.H.I.N.X. Tuttavia, il suo intervento attira l'attenzione di tre dei membri originali della S.P.H.I.N.X: il ninja Windsong; l'esperto di serpenti e del fuoco Diamondbackdraft e il comandante originale del gruppo, che sta cercando di ricongiungersi con la sua ex amante, la Contessa, la cui tuta di forza è ora usata da Hank con il nome in codice di "Destiny". Nel frattempo, Monarch e Dott. Girlfriend si infiltrano nel complesso dei Venture fingendosi ispettori e piantano segretamente degli esplosivi. Nel processo, Monarch scopre una foto in uno degli album dei Venture dove viene raffigurato da bambino mentre gioca con il Dott. Venture, iincontro che non riesce a ricordare.

## Spanakopita!
- Titolo originale: Spanakopita!
- Diretto da: Jackson Publick
- Scritto da: Jackson Publick

### Trama
Il Dott. Venture chiede a Billy Quizboy e Pete White di accompagnare lui e Hatred all'annuale festival "Spanakopita" che si tiene sulla piccola isola greca di Spanakos, poiché Hank deve andare a un concerto con i Shallow Gravy e Dean non desidera partecipare. Si presenta l'arcinemico di Billy, Augustus St. Cloud, per rovinare il divertimento e un Rusty troppo sicuro di sé scommette l'X-1 sul fatto che vincerà gli "Spanakopita Games" dell'anno. Tuttavia Augustus imbroglia e Rusty costringe Billy e White ad affrontare la nemesi di Billy.

## From the Ladle to the Grave: The Story of Shallow Gravy
- Titolo originale: From the Ladle to the Grave: The Story of Shallow Gravy
- Diretto da: Jackson Publick e Juno Lee
- Scritto da: Jackson Publick e Doc Hammer

### Trama
Una biografia in stile Behind the Music della band di Hank, Dermott e HELPeR., incluso un video musicale per la loro canzone Jacket. Durante le numerose interviste, il Dott. Venture si rende conto che Dermott è suo figlio.